# Clavija cauliflora
Clavija cauliflora är en viveväxtart som beskrevs av Eduard August von Regel. Clavija cauliflora ingår i släktet Clavija och familjen viveväxter. Inga underarter finns listade i Catalogue of Life.